# Поруш, Исраэль
Исраэль Поруш (англ. Israel Porush, 16 июля 1907 — 1991) — австралийский раввин и лидер общины.

## Биография
Поруш родился 16 июля 1907 года в Иерусалиме. Его образование сочетало в себе религиозное и светское, он посещал курсы в Берлинском университете и раввинскую семинарию Гильдесхаймера. В 1933 году он получил докторскую степень по математике в Марбургском университете, а также был рукоположен в сан раввина. Переехав в Англию, он занял должность раввина в синагоге Финчли. В 1938 году он иммигрировал в Австралию, где стал старшим раввином Большой синагоги в Сиднее, и занимал эту должность более трёх десятилетий. За время своего пребывания на посту раввина Поруш сыграл ключевую роль в объединении австралийской еврейской общины, сократив разрыв между устоявшейся еврейской общиной и наплывом иммигрантов, прибывших после Второй мировой войны. Он участвовал в межконфессиональной работе через Совет христиан и иудеев Нового Южного Уэльса. Он также сыграл важную роль в основании еврейских дневных школ в Австралии. Поруш активно документировал еврейскую историю в Австралии и был президентом Австралийского еврейского исторического общества (1948–1974). Он умер 22 мая 1991 года.
Дочь Поруша Наоми вышла замуж за активиста и лидера общины Иси Лейблера .

## Книги
- Today’s Challenge to Judaism: An Australian Rabbi Discusses the Problems Facing His People (Curranwong, 1972)
- The House of Israel: A Study of Sydney Jewry from its Foundation (The Hawthorn Press, 1977)
- The Journal of an Australian Rabbi (Australian Jewish Historical Society, 1992)